# RAC Arena
A RAC Arena (Perth Arena até agosto de 2018) é uma arena e centro recreativo sediado em Perth, Austrália Ocidental, utilizado para partidas de basquetebol, netball e tênis. Está localizado na rua Wellington próximo ao "Perth Entertainment Centre", foi oficialmente inaugurado em 10 de novembro de 2012.
O local é a atual sede da Copa Hopman do clube de basquete Perth Wildcats e de netball West Coast Fever [en].

## Histórico

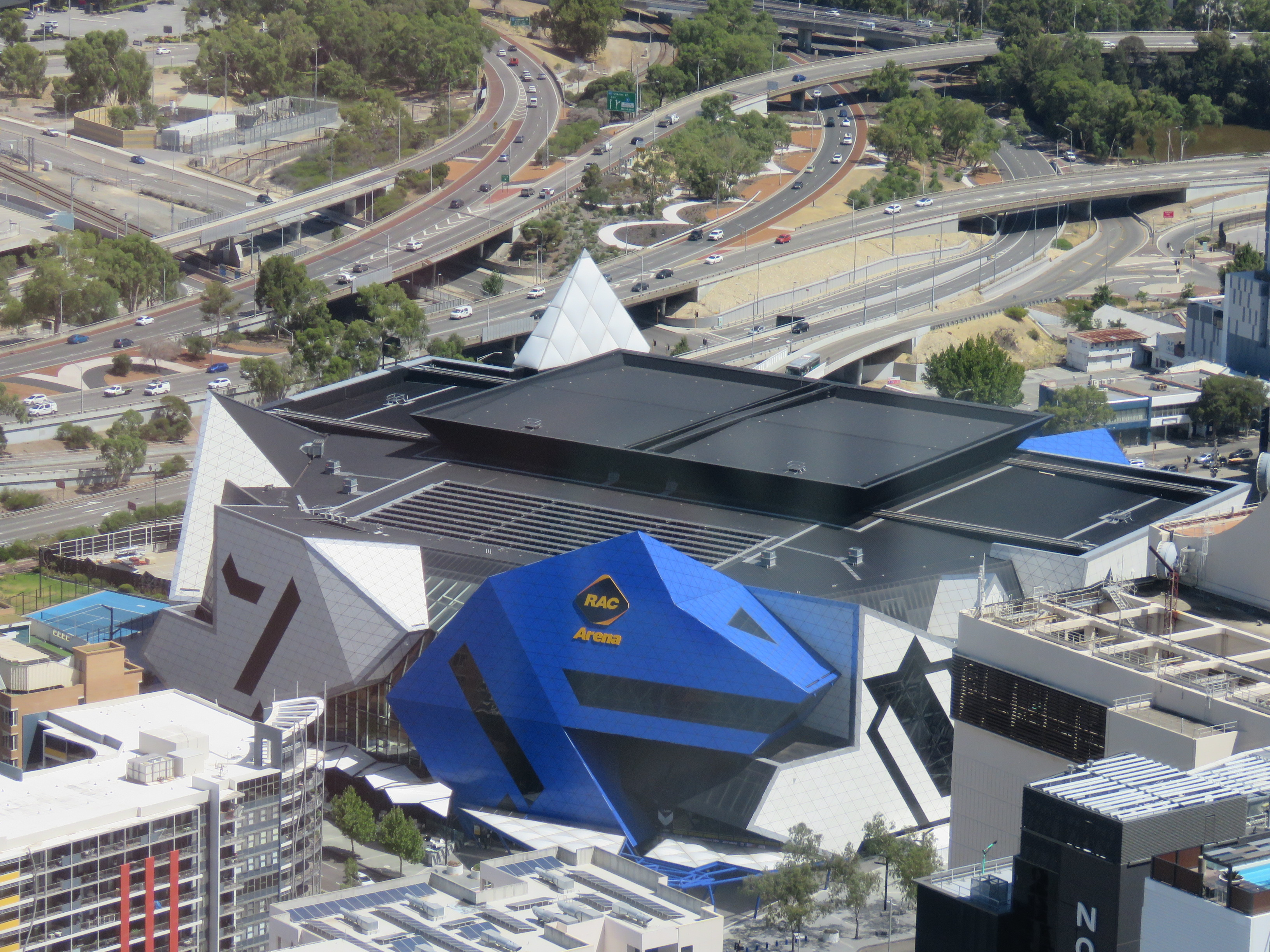
Vista aérea da Perth Arena a partir do Central Park building.

A RAC Arena é propriedade da VenuesWest (que opera o HBF Stadium [en], a HBF Arena [en], o Bendat Basketball Centre [en] e outros) em nome do "Western Australian Government [en]" e é administrado pela AEG Ogden [en].
O primeiro gerente geral da "Perth Arena" foi David Humphreys, ex-gerente geral do Perth Entertainment Centre [en] e da Allphones Arena em Sydney. Humphreys morreu dois meses antes da inauguração do local. A AEG Ogden anunciou Steve Hevern como gerente geral interino em 3 de outubro de 2012.
Os "inquilinos" âncora da Perth Arena incluem o West Coast Fever [en], o Perth Wildcats e anteriormente a Hopman Cup.

### Projeto e construção

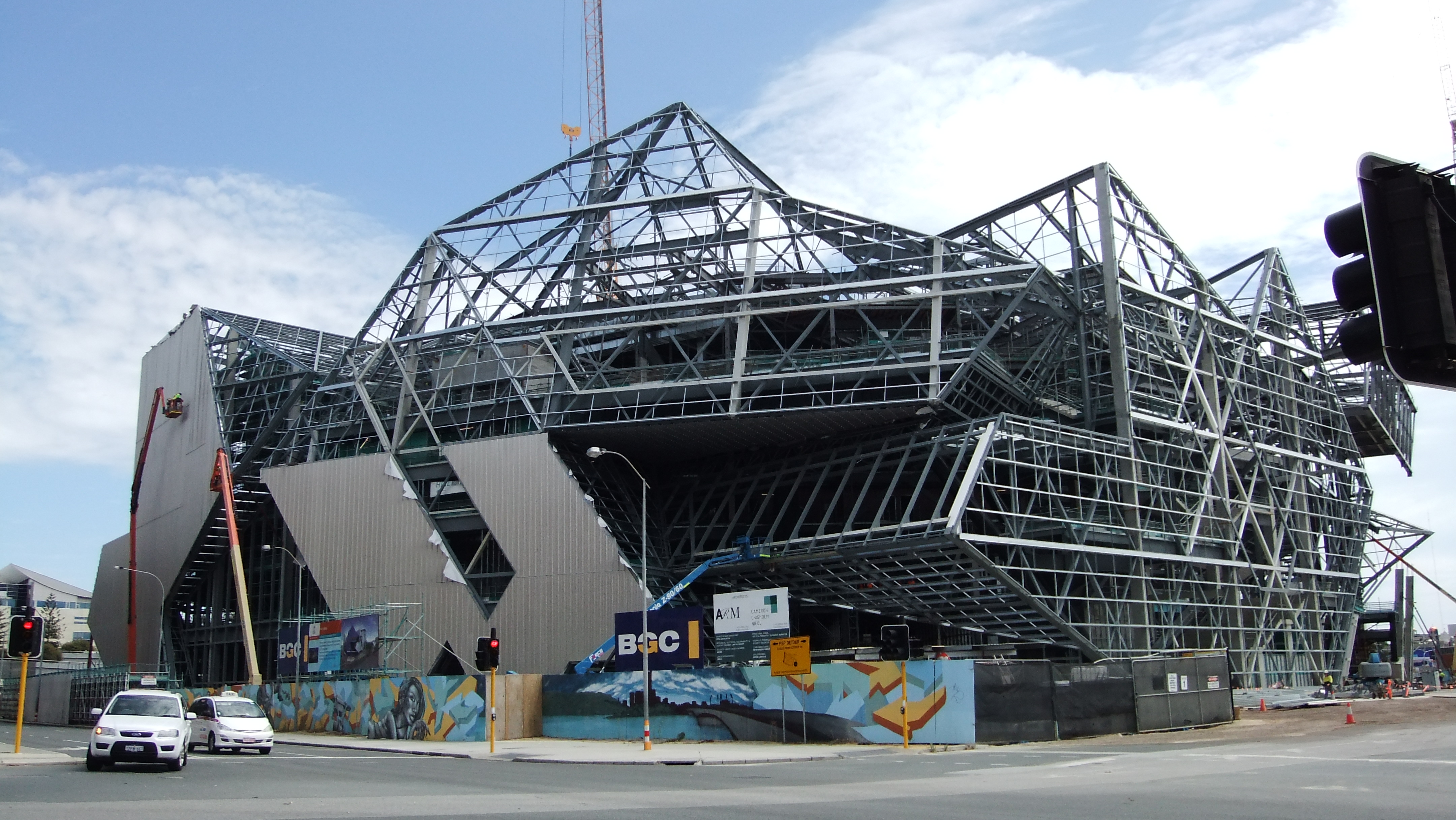
A arena em construção em fevereiro de 2011, com a estrutura metálica interna ainda visível.

A licitação para o projeto foi vencida pelo consórcio de construção da Austrália Ocidental BGC [en], e as obras começaram no local em junho de 2007. A arena foi projetada em conjunto pelos escritórios de arquitetura Ashton Raggatt McDougall [en] e Cameron Chisholm Nicol. Com seu design baseado no quebra-cabeça da Eternidade [en], o local acomoda até 13.910 espectadores para eventos de tênis, 14.846 para basquete (a capacidade da arena é limitada a 13.000 para jogos da temporada regular da Liga Nacional de Basquete) e um máximo de 15.000 para shows de música ou rock. O local tem teto retrátil, 36 suítes corporativas luxuosas, estacionamento subterrâneo com 680 vagas, 5 espaços para eventos dedicados e caminhões de turismo podem dirigir diretamente para o chão da arena.
A construção foi marcada por controvérsia em relação ao custo e ao aumento do tempo da estimativa original de US$ 150 milhões para US$ 550 milhões. O Auditor Geral Colin Murphy relatou em 2010 que "as estimativas iniciais do custo e da data de abertura da Arena eram irrealistas e feitas antes que o projeto fosse bem compreendido ou definido." Um exemplo das modificações no projeto original da Arena é a mudança da localização do estacionamento, que passou de ser construído acima da linha ferroviária próxima como um projeto separado para ser construído abaixo da própria Arena.

### Naming rights
Durante os primeiros seis anos de operação, a "Perth Arena" manteve seu nome não comercial. Em setembro de 2018, o nome do local foi alterado para "RAC Arena". O Royal Automobile Club of Western Australia [en] (RAC) concordou com um acordo de direitos de nomenclatura de cinco anos, com o acordo estimado em cerca de US$ 10 milhões para o governo da Austrália Ocidental [en]. Antes da mudança de nome, o governo da Austrália Ocidental pagou cerca de US$ 8 milhões à operadora do estádio AEG Ogden como compensação por não ter conseguido vender os direitos do nome.

## Entretenimento
Em 4 de agosto de 2018, Celine Dion se apresentou nesta arena pela primeira vez como parte do Celine Dion Live 2018 [en]. Este foi o primeiro show de Dion desde o "Taking Chances World Tour" realizado em Perth. Em 12 de outubro de 2018, Cher também se apresentou pela primeira vez na Perth Arena como parte do "Here We Go Again Tour".
Em 2022 foi anunciado que a Perth Arena seria a nova anfitriã do "Channel Seven Perth Telethon [en]".
Em 29 e 30 de setembro de 2022, a cantora e compositora americana Billie Eilish se apresentou na arena em seus dois últimos shows australianos como parte de sua turnê, "Happier Than Ever, The World Tour [en]".

## Esportes

### Basquetebol

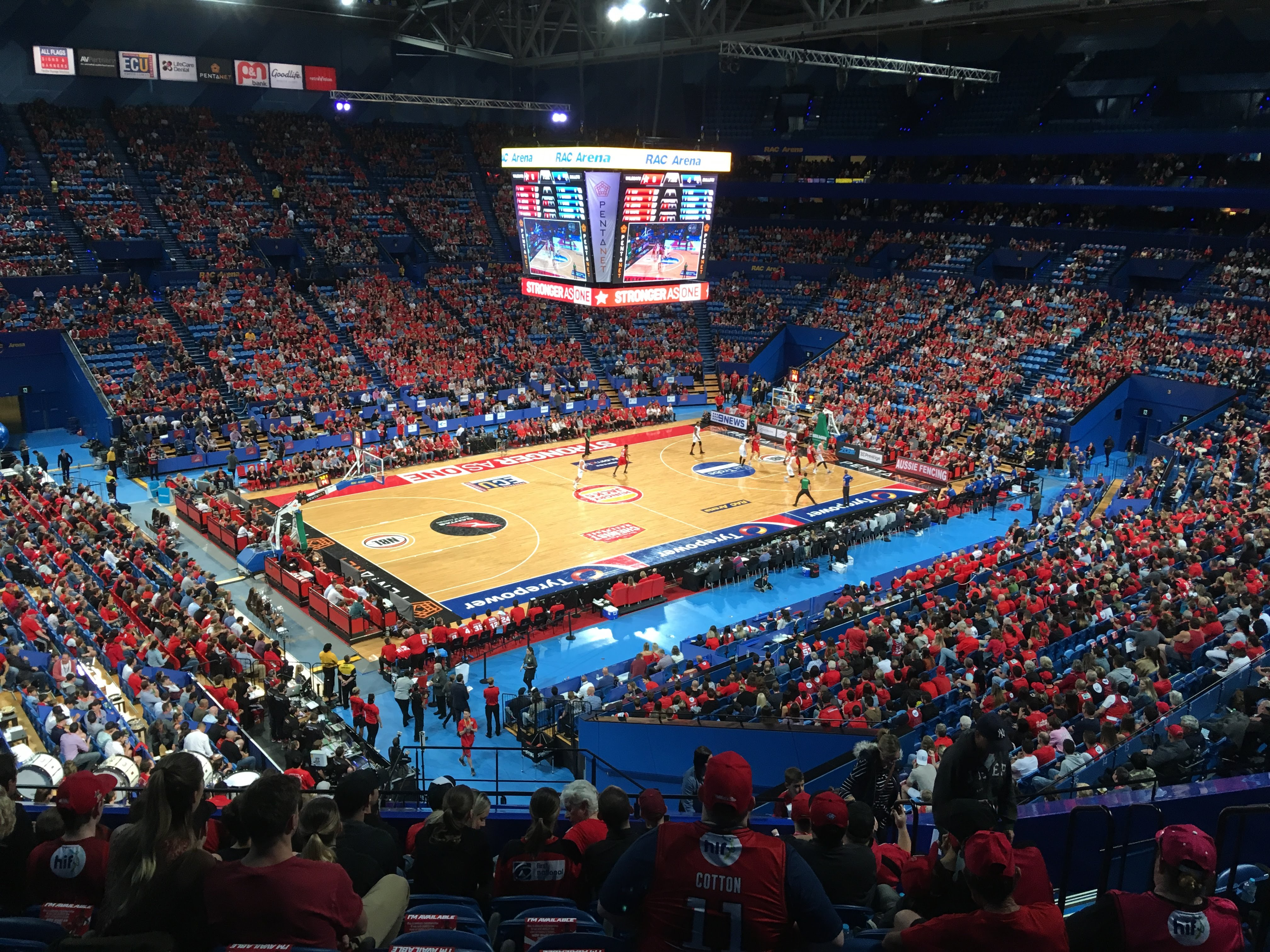
A Perth Arena durante um jogo de basquete em outubro de 2018.

A Perth Arena sediou seu primeiro jogo da Liga Nacional de Basquete em 16 de novembro de 2012, quando o Perth Wildcats jogou (e perdeu para) o Adelaide 36ers diante de uma multidão de 11.562 pessoas. O público foi o maior registrado na Austrália Ocidental para um evento indoor, quebrando o recorde anterior de 8.501 estabelecido no  Burswood Dome em 2004. Desde então, a arena tem recebido multidões maiores, com o recorde atual sendo 13.615 estabelecido durante a vitória dos Wildcats por 101-83 para os Tasmania Jackjumpers em 19 de dezembro de 2021 durante a terceira rodada da temporada 2021-22 da NBL.
Com capacidade para 14.846 pessoas, a Perth Arena é o segundo maior local atualmente em uso na NBL (2016–17), atrás da Qudos Bank Arena em Sydney (18.200). A arena também é o terceiro maior local já usado na NBL, atrás de Sydney e da Rod Laver Arena em Melbourne (15.400).

### Tênis
Em 2 de janeiro de 2019, uma multidão recorde de 14.064 compareceu ao local da partida da Hopman Cup entre Estados Unidos [en] e Suíça [en]. Este também foi o maior público em uma partida de tênis na história da Austrália Ocidental. O estádio sediou a Copa Hopman até a dissolução do torneio. Foi escolhido pela Tennis Australia para sediar a final da Fed Cup de 2019 entre Austrália e França. Desde 2020, a arena tem sido um dos três locais australianos a sediar jogos do torneio multinacional da ATP Cup. Em 2022, foi um dos três locais a sediar o torneio multinacional da United Cup com equipes mistas.

### Artes marciais mistas
O UFC sediou o UFC 221: Rockhold vs. Romero na Perth Arena em 11 de fevereiro de 2018.
O UFC sediou o UFC 284: Makhachev vs. Volkanovski [en] na Perth Arena em 12 de fevereiro de 2023.

### Netball
O netball foi jogado pela primeira vez na arena em 27 de abril de 2013, quando o time da casa, o West Coast Fever [en], perdeu por 49-58 para o Melbourne Vixens [en] no  ANZ Championship. O Fever continuou a disputar partidas ocasionais no local ao longo de vários anos, dividindo seus jogos com o menor Perth Superdrome [en]. Antes da temporada de 2018, o clube transferiu todos os jogos em casa para a Perth Arena. A multidão de 13.722 pessoas na grande final do Super Netball de 2018 [en] foi um recorde da liga nacional.
A primeira competição internacional de netball foi disputada na Perth Arena em 30 de outubro de 2015 entre Austrália [en] e Nova Zelândia [en] na partida final da Constellation Cup [en].